# Labena malecasta
Labena malecasta là một loài tò vò trong họ Ichneumonidae.